# NGC 4014
NGC 4014 (NGC 4028) é uma galáxia espiral (S0-a) localizada na direcção da constelação de Coma Berenices. Possui uma declinação de +16° 10' 38" e uma ascensão recta de 11 horas, 58 minutos e 35,8 segundos.
A galáxia NGC 4014 foi descoberta em 30 de Dezembro de 1783 por William Herschel.